# تشارلي ناثينغ
تشارلي ناثينغ (بالإنجليزية: Charlie Nothing)‏ (8 يوليو 1941، نيوآرك في الولايات المتحدة - 23 أكتوبر 2007 في الولايات المتحدة)؛ عازف قيثارة وروائي أمريكي. درس في جامعة روتجرز.